# José Rodríguez Tenorio
José Rodríguez Tenorio (10 de junio de 1937-4 de diciembre de 2014) fue un sacerdote diocesano. Originario de la ex Hacienda de Trancoso, en el municipio de Guadalupe, en el estado de  Zacatecas. Sus padres fueron José Rodríguez de la Torre y Apolonia Tenorio de Zapata, originarios de Jalisco. Se ordenó como sacerdote en 1965. Fue más conocido entre la comunidad coahuilense como Padre Grillo
Su mayor aportación como presbítero fue la creación del denominado Santaurio del Cristo de las Noas, en el cerro del mismo nombre, considerado el segundo más alto de Latinoamérica con casi 22 metros de altura y 579 toneladas de hormigón armado, creación del escultor Vladimir Alvarado, hoy es símbolo de la región lagunera en el estado de Coahuila  y de los Municipios de Gómez Palacio y Lerdo de Durango.
Falleció a la edad de 77 años en el Sanatorio Español, sus restos mortales descansan en  "La Capilla de la Resurrección".
Su obra continuará creciendo, ya que el Santuario de las Noas es un complejo turístico réplica de Tierra Santa. A su llegada  como sacerdote a la ciudad de Torreón su primer destino fue  la parroquia de San Juan Bautista en la colonia San Joaquín, promovió la construcción de la Iglesia San Rafael Arcángel en la Colonia Nueva Aurora.